# Exallodontus aguanai
Exallodontus aguanai és una espècie de peix de la família dels pimelòdids i de l'ordre dels siluriformes.

## Morfologia
- Els mascles poden assolir 20 cm de longitud total.[3][4]

## Hàbitat
És un peix d'aigua dolça i de clima tropical que viu entre 20-30 m de fondària.

## Distribució geogràfica
Es troba a Sud-amèrica: conques dels rius Amazones i Orinoco.